# Atrobucca alcocki
Atrobucca alcocki es una especie de pez de la familia Sciaenidae en el orden de los Perciformes.

## Morfología
• Los machos pueden llegar alcanzar los 21,6 cm de longitud total.
- Número de  vértebras: 25.[1][2]

## Hábitat
Es un pez de clima tropical y bentopelágico.

## Distribución geográfica
Se encuentra en el Índico occidental: frente a las costas de Bombay (la India) y Sind (el Pakistán ).

## Observaciones
Es inofensivo para los humanos.